# 鹟鴷科
鶲鴷科是鳥綱鴷形目下的一个科。现存5属18种，主要分布于拉丁美洲热带地区（新热带界）的森林中。

## 語源
其英文名稱來自於圖皮─瓜拉尼語言的「jacamá-ciri」演變而來，該詞可能與瓜拉尼語的（意為「捕捉」）和（意為「螃蟹」，可能指的是節肢動物）有所關聯。

## 分類學
本科與其同個亞目下的噴鴷科物種曾被認為是與佛法僧目關係相近的成員，而非鴷形目成員。但2003年後的研究發現其實該分類群實質上為鴷亞目之姊妹群。以下是根據2017年研究所構成的科下支序圖：

|  | \| \| 鶲鴷屬（10個物種） \| \| \| \| \| \| 白耳鹟䴕属（2個物種） \| \| \| \| |
|  |                                                                              |
|  | 大鶲鴷屬（1個物種）                                                          |
|  |                                                                              |
|  | 鶲鴷屬（10個物種）                                                           |
|  |                                                                              |
|  | 白耳鹟䴕属（2個物種）                                                        |
|  |                                                                              |

|  | 鶲鴷屬（10個物種）    |
|  |                       |
|  | 白耳鹟䴕属（2個物種） |
|  |                       |

|  | 苍头鹟䴕属（5個物種） |
|  |                       |
|  | 三趾鶲鴷屬（1個物種） |
|  |                       |

|  | \| \| 鶲鴷屬（10個物種） \| \| \| \| \| \| 白耳鹟䴕属（2個物種） \| \| \| \| |
|  |                                                                              |
|  | 大鶲鴷屬（1個物種）                                                          |
|  |                                                                              |
|  | 鶲鴷屬（10個物種）                                                           |
|  |                                                                              |
|  | 白耳鹟䴕属（2個物種）                                                        |
|  |                                                                              |

|  | 鶲鴷屬（10個物種）    |
|  |                       |
|  | 白耳鹟䴕属（2個物種） |
|  |                       |

|  | 苍头鹟䴕属（5個物種） |
|  |                       |
|  | 三趾鶲鴷屬（1個物種） |
|  |                       |

## 形態特徵
在外觀上，本科物種更像是體型巨大的蜂鳥：鶲鴷通常有著狹長鳥喙，身體多帶有金屬光澤。其食物包括蝴蝶和其他會飛的昆蟲，多在河岸邊的洞穴築巢。

## 下屬分類
在世界鳥類學家聯合會之名錄下，目前本科有5屬18個物種：
- 鶲鴷科 
  - 白耳鶲鴷属 
    - 白耳鹟䴕 
    - 栗鹟䴕 

  - 苍头鶲鴷属 
    - 乌背鹟䴕 
    - 苍头鹟䴕 
    - 褐鹟䴕 
    - 白喉鹟䴕 

  - 三趾鹟鴷属 
    - 三趾鹟鴷 

  - 鹟鴷属 
    - 黃嘴鶲鴷 
    - 藍頰鶲鴷 
    - 棕尾鶲鴷 
    - 綠尾鶲鴷 
    - 銅胸鶲鴷 
    - 白頦鶲鴷 
    - 藍額鶲鴷 
    - 紫鶲鴷 
    - 銅色鶲鴷 
    - 黑腹鶲鴷 

  - 大鹟鴷属 
    - 大鹟鴷

## 註解
1. ↑  「鶲鴷」，拼音：，注音：

## 外部連結
- 维基共享资源上的相關多媒體資源：鹟鴷科
- 維基物種上的相關：鹟鴷科